# Elektrický zvonek v Clarendonově laboratoři
Elektrický zvonek v Clarendonově laboratoři (anglicky nazývaný Clarendon Dry Pile nebo Oxford Electric Bell) je experimentální elektrický zvonek, který zvoní (kromě krátkých přestávek vyvolaných vlhkostí) už od roku 1840. Zvonek je umístěn v chodbě předsálí tzv. Clarendonovy laboratoře Oxfordské univerzity v Anglii a stále zvoní, i když neslyšně, protože je za dvěma vrstvami skla. Od svého vzniku už se pohnul zhruba desetmiliardkrát (frekvence zvonění je asi 2 Hz). 

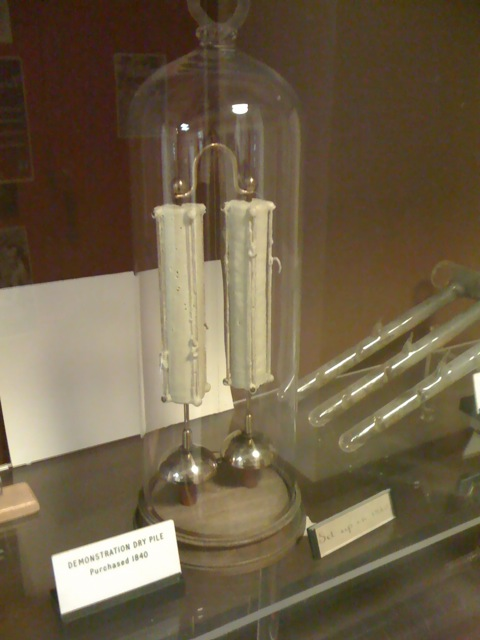
Prosinec 2009

## Popis zařízení
Zvonek se skládá ze sériově spojených suchých baterií (viz obrázky), pod kterými jsou umístěny dva mosazné zvony. Mezi nimi je zavěšena kovová koule o průměru přibližně 4 mm, která střídavě zvoní na zvony vlivem elektrostatické síly. Když se koule dotkne zvonu, baterie do ní dodá malý náboj, takže je poté koule od zvonu elektrostaticky odpuzována a přitahována ke druhému zvonu. Když se ho dotkne, procedura se opakuje. 

K pohybu koule je zapotřebí vysoké napětí, ale z jednoho zvonu na druhý se přenáší pouze nepatrné množství náboje, což je důvod, proč baterie vydržely od doby, kdy byl přístroj postaven. Přesné složení baterií není známé; předpokládá se, že je vynalezl Giuseppe Zamboni roku 1812. Jsou potaženy sírou chránící je před vlhkostí, a skládají se z plátků cínu proložených papíry potaženými oxidem manganičitým. Baterie mohou mít až tisíce vrstev. 

Nákres

Nejde o perpetuum mobile; zvon se nakonec zastaví, až se baterie vybijí, pokud se koule dříve neopotřebuje.